# Pawleys Island
Pawleys Island – miasto w Stanach Zjednoczonych, w stanie Karolina Południowa, w hrabstwie Georgetown.